# Edwards-Nunatak
Der Edwards-Nunatak ist ein Nunatak mit zwei kleinen Felsvorsprüngen im ostantarktischen Mac-Robertson-Land. Er ragt 3 km südwestlich des Mount Kizaki in der Aramis Range der Prince Charles Mountains auf.
Luftaufnahmen der Australian National Antarctic Research Expeditions dienten seiner Kartierung. Das Antarctic Names Committee of Australia benannte ihn nach Darrell R. Edwards, Funktechniker auf der Mawson-Station im Jahr 1969, der im selben Jahr an Vermessungsarbeiten in den Prince Charles Mountains beteiligt war.